# Catherine Ryan Hyde
Catherine Ryan Hyde,, née le 17 avril 1955, est une écrivaine américaine. Ses romans ont bénéficié du statut de best-seller à la fois aux États-Unis et au Royaume-Uni, et ses nouvelles ont remporté de nombreux prix et honneurs. Son livre Pay It Forward a été adapté pour le cinéma par Mimi Leder (Un monde meilleur) et son roman Electric God est actuellement en développement.

## Biographie
Catherine Ryan Hyde, née Catherine Feinberg est issue d'une famille de tradition juive, elle a grandi dans la ville de Buffalo (État de New York), son père était un musicien et sa mère une écrivaine. À 17 ans elle quitte sa famille et  Buffalo pour vivre à New York, c'est à ce moment qu'elle prend le nom de Ryan, puis à ses 18 ans elle rejoint sa sœur à Los Angeles. En 1985, elle part vivre avec sa mère à Cambria. 
En 1995, elle commence à faire publier des nouvelles dans divers magazines, c'est le départ de sa carrière littéraire.   

## Présentation générale de son œuvre
Les œuvres littéraires de Ryan-Hyde sont généralement des explorations optimistes de gens ordinaires, de personnages troublés ou malchanceux ou se remettant de difficultés ou d'abus passés. Beaucoup de voyages comportent des voyages parallèles à ceux de Catherine, de la vie à New York, de petites villes et des voyages de «cross country» et explorent souvent les paysages de ces régions et de l'ouest et du sud-ouest américains. Les écrits et les activités de Ryan-Hyde traitent de problèmes tels que l'alcoolisme, les problèmes (lesbiennes, gays, bisexuels, transgenres), les difficultés de service social, etc. Catherine est également une passionnée des randonnées, kayakiste et photographe. Elle est également bien connue comme blogueur et auteur accessible aux interviews. Plus récemment, elle a repris l'équitation.

## Œuvres (liste sélective)
- Have You Seen Luis Velez ?, éd. Lake Union Publishing, 2019,
- Just After Midnight[9],[10], éd. Center Point Pub; Large Print edition[11] 2019
- Heaven Adjacent, éd. Lake Union Publishing, 2018,
- The Wake Up, éd. Lake Union Publishing , 2017,
- Allie and Bea, éd. Lake Union Publishing, 2017,
- Say good bye for now, éd. Lake Union Publishing[12], 2016,
- Leaving Blythe River, éd.  Lake Union Publishing, 2016,
- Ask him why, éd. Lake Union Publishing, 2015,
- Worthy, éd. Lake Union Publishing, 2015,
- The Language of Hoofbeats, éd. Lake Union Publishing, 2014,
- 365 Days of Gratitude: Photos from a Beautiful World, éd. CreateSpace Independent Publishing Platform, 2014,
- Take me with you[13],[14], éd. Lake Union Publishing , 2014
- Pay It Forward[15],[16],[17], éd. Simon & Schuster/Paula Wiseman Books, 2014,
- Walk me home, éd. Lake Union Publishing, 2013,
- Where We Belong, éd. CreateSpace Independent Publishing Platform, 2013,
- When You Were Older , éd. Doubleday, 2012,
- Don't let me go, éd. Black Swan Books[18] Ltd, 2011,
- Jumpstart the World, éd. Penguin Books, 2011,
- When I Found You, éd. Black Swan, 2009,
- Diary of a Witness[19], éd. Knopf, 2009,
- The Year of My Miraculous reapparence, éd. Penguin Books, 2009,
- Chasing Windmills, éd. Penguin Books, 2009[20],
- The Day I Killed James, éd. Penguin Books, 2008,
- Becoming Chloe, éd.  Knopf Books, 2006,
- Love in the Present Tense, éd. Flying Dolphin Press, 2006,
- Walter's Purple Heart, éd. Simon & Schuster, 2002,
- Electric God[21], éd. Pocket Books, 2002,
- Funerals for Horses, éd. Russian Hill Press[22], 1997

### Traduction française
- Marche avec moi, traduit par Béatrice Guisse-Lardit, éd.City Edition 2018,
- Lorsque je t’ai trouvé, traduit par Béatrice Guisse-Lardit, éd.Amazon crossing, 2016,
- La Chaîne du cœur, traduit par Julie Sibony, éd. J'ai lu, 2003,

## Interviews
- Interview with Catherine Ryan Hyde, author of original Pay it Forward, made into a major motion picture, par Wendi Gilbert pour Kindness Evolution, 2018[23],
- Q&A with Catherine Ryan Hyde, par MM Finck, pour Women Writers, Women[s] Books[24], 2017,
- Interviews Catherine Ryan Hyde about Writing, Craft, & the Ever-Changing World of Publishing, par Lisa Lenard-Cook pour Delphi Quarterly, 2016[25],
- Catherine Ryan Hyde: Ask him why is a story about what happens when we don't listen to each other enough, par Ognian Georgiev pour Land of Books, 2016[26],
- Interview, par Cathy Lamb, pour Author to Author, 2015[27],
- Interview With An Author: Catherine Ryan Hyde, sur le site Writer's Relief, 2015[28],
- AN INTERVIEW WITH CATHERINE RYAN HYDE, par Suzannah Windsor pour Compose, 2013[29],
- Catherine Ryan Hyde: Understanding All the People, par Roxane Farmanfarmaian pour Publishers Weekly, 2000[7].